# Santuário Diocesano do Sagrado Coração de Jesus (Viana do Castelo)
O Santuário Diocesano do Sagrado Coração de Jesus, também referido como Santuário do Monte de Santa Luzia ou Santuário de Santa Luzia e do Sagrado Coração de Jesus, é um santuário cristão católico localizado no alto do Monte de Santa Luzia, na atual freguesia de Viana do Castelo (Santa Maria Maior e Monserrate) e Meadela, na cidade, município e distrito de Viana do Castelo, em Portugal.
Assumindo-se como o ex libris e cartão-de-visita da cidade de Viana do Castelo, do seu sítio descortina-se uma vista ímpar da região, que concilia o mar, o rio Lima com o seu vale, e todo o complexo montanhoso envolvente, panorama considerado o 3.º melhor do mundo, segundo a National Geographic (1927).
O seu projeto arquitectónico (1899) deve-se ao arquitecto Miguel Ventura Terra.
Junto ao Santuário, a escassos metros de distância, encontram-se situadas as ruínas da cidade velha de Santa Luzia, ou citânia de Santa Luzia, bem como o Hotel de Santa Luzia.

## História
O santuário dedicado ao culto do Sagrado Coração de Jesus, no alto do monte de Santa Luzia, foi principiado em 1904 e concluído em 1959, por iniciativa da Confraria de Santa Luzia, entidade que tutela o monumento.
Anterior ao templo, existia uma pequena ermida medieval dedicada a Santa Luzia, padroeira da vista, cujo atributo são os seus olhos dispostos numa bandeja. Nos finais do século XIX, aquele que virá a ser o primeiro presidente da Confraria de Santa Luzia, o Capitão de Cavalaria Luís de Andrade e Sousa, sofrendo de um problema oftalmológico, começa a frequentar a pequena ermida, rezando e pedindo solução para o seu problema. Ao ser-lhe restituída a visão, institui a Confraria de Santa Luzia, em 1884, tomando conta da isolada e abandonada capela e mandando construir uma estrada que ligasse a cidade ao monte.
A localização privilegiada pedia um edifício que lhe fizesse jus e ao panorama que daí se contempla, procurando-se a revalorização do monte e das ruínas da Citânia de Santa Luzia.
As obras iniciam-se em 1904, com projeto de Ventura Terra e direção de António Adelino de Magalhães Moutinho, um arquiteto municipal. As obras interrompem-se em 1910 com a Implantação da República e a consequente Lei da Separação do Estado da Igreja, para se voltarem a iniciar em 1926, sob a supervisão de Miguel Nogueira. No mesmo ano, é demolida a pequena ermida e, encontrando-se a capela-mor concluída, foi sagrada e aberta ao culto, ainda que o restante templo se encontrasse por construir. Este fenómeno é habitual noutras igrejas, iniciando-se os trabalhos na zona mais importante da construção — a capela-mor — e daí para a frente. Os trabalhos exteriores estenderam-se até 1943 e os trabalhos interiores até 1959.
O santuário é considerado como inspirado na Basílica de Sacré Cœur, em Paris. Contudo, esta ideia tem sido contestada, uma vez que, à altura do projeto de Ventura Terra (1899), a igreja parisiense ainda se encontrava pouco construída e sem configuração visível.
Os trabalhos de cantaria em granito são de responsabilidade do mestre canteiro, Emídio Pereira Lima, que dirigiu a obra após a cegueira de Miguel Nogueira.
Desde 1923 o santuário é servido pelo Elevador de Santa Luzia, também conhecido como Funicular de Santa Luzia, pela mão de Bernardo Pinto Abrunhosa, que foi ainda responsável pela remodelação do Hotel de Santa Luzia, hoje integrado na rede de Pousadas portuguesa.
Em Junho de 2014 foi inaugurado o Anfiteatro no Jardim das Tílias. Em 24 de Março de 2018 abriu portas um edifício polivalente com museu, arquivo e albergue de peregrinos, também no Jardim das Tílias, e um restaurante panorâmico.
Em 17 de junho de 2020 a Conferência Episcopal Portuguesa aprovou a classificação como basílica menor, tendo o Bispo D. Anacleto Oliveira em 19 de junho de 2020 decretado que o edifício religioso fosse elevado a Santuário Diocesano.
Em 27 de Junho de 2025, o bispo João Lavrador comunicou que “o Dicastério do Culto Divino e Disciplina dos Sacramentos, na pessoa do Prefeito deste Dicastério, Sua Eminência Cardeal Artur Roche atribuiu a concessão do título de Basílica Menor à Igreja do Santuário do Sagrado Coração de Jesus”.

Vista desde a cúpula.

## Características
O templo apresenta planta na forma de cruz grega, com elementos em estilo neo-romântico, neo-gótico e bizantino, num gosto eclético e revivalista que marcou a viragem de século. O modelo foi importado de França, local de aprendizagem do arquiteto Ventura Terra.
No seu zimbório é possível admirar uma vista soberba de 360º sobre a região, considerada como uma das melhores do mundo.
Em termos artísticos, os vitrais das rosáceas foram executados em Lisboa, na oficina de Ricardo Leone. As rosáceas que os emolduram são as maiores da Península Ibéria. Os frescos que representam a Paixão e a Ascensão de Cristo, na cúpula, são da autoria de Manuel Pereira da Silva. Os dois querubins no altar-mor são de autoria do escultor Leopoldo de Almeida, e foram executados em mármore de Vila Viçosa pelos mestres Emídio Lima e Albino Lima. O Coração de Jesus localizado ao centro do altar-mor, foi executado pelo mestre Lima com supervisão do Escultor Martinho de Brito. Os três altares (o principal e os dois laterais) em granito magnificamente trabalhado foram esculpidos por Emídio Lima, assim como os dois púlpitos.
Na fachada principal do templo destaca-se uma estátua do Sagrado Coração de Jesus, em bronze, de autoria do escultor  Aleixo de Queiroz Ribeiro, datada de 1898, sendo esta anterior ao próprio edifício.
O carrilhão é composto por 26 sinos.

## Galeria

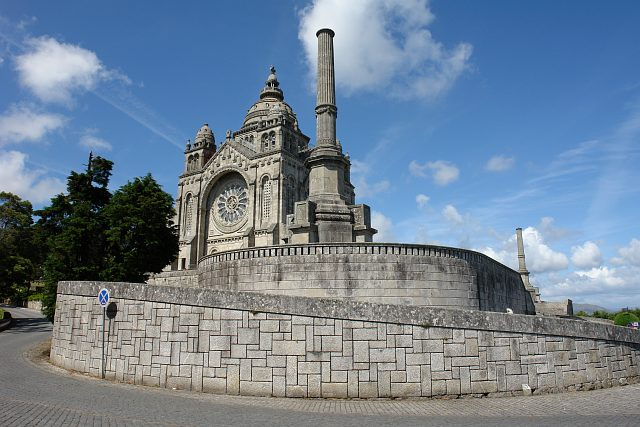
Acesso
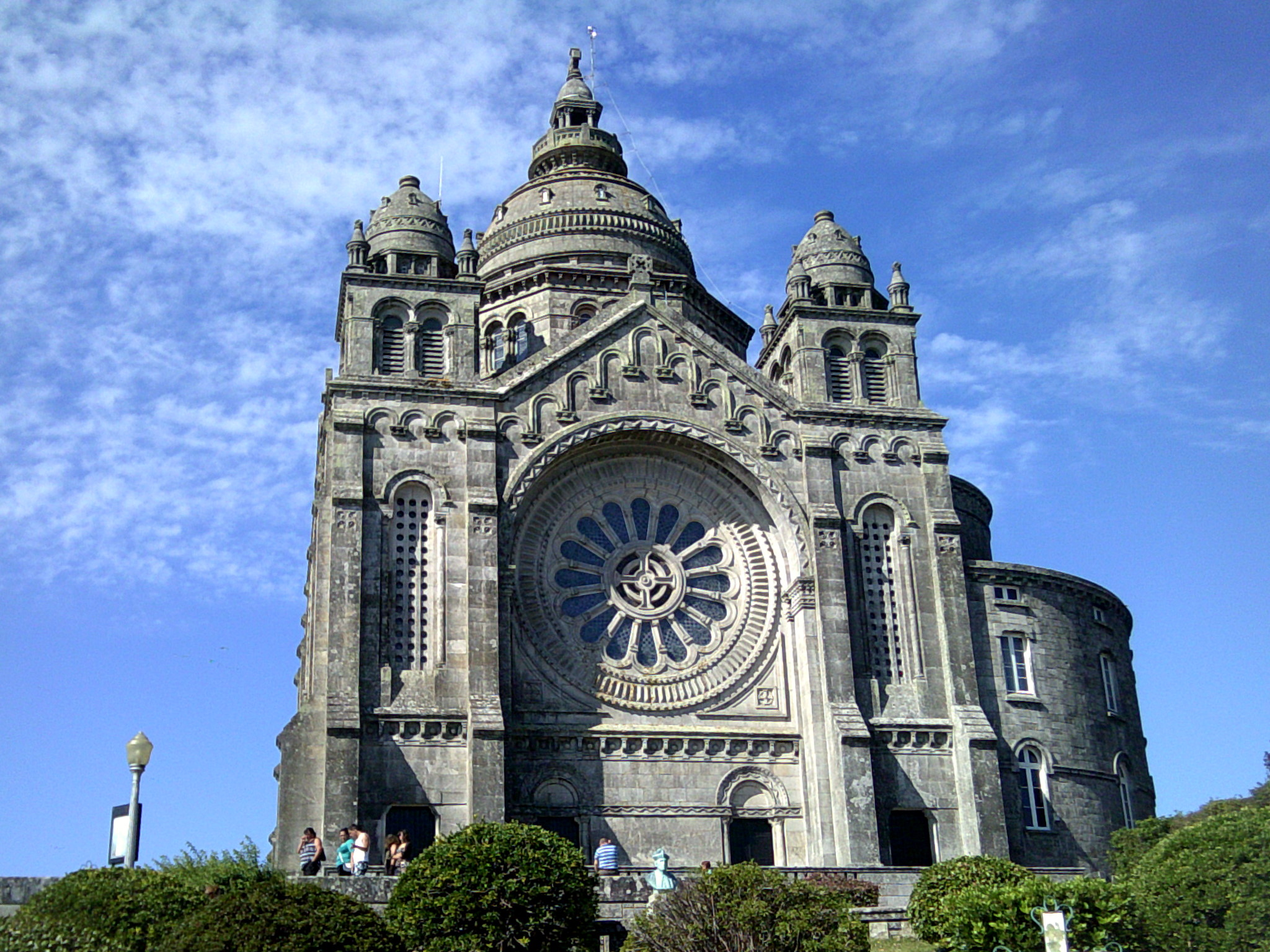
Fachada principal
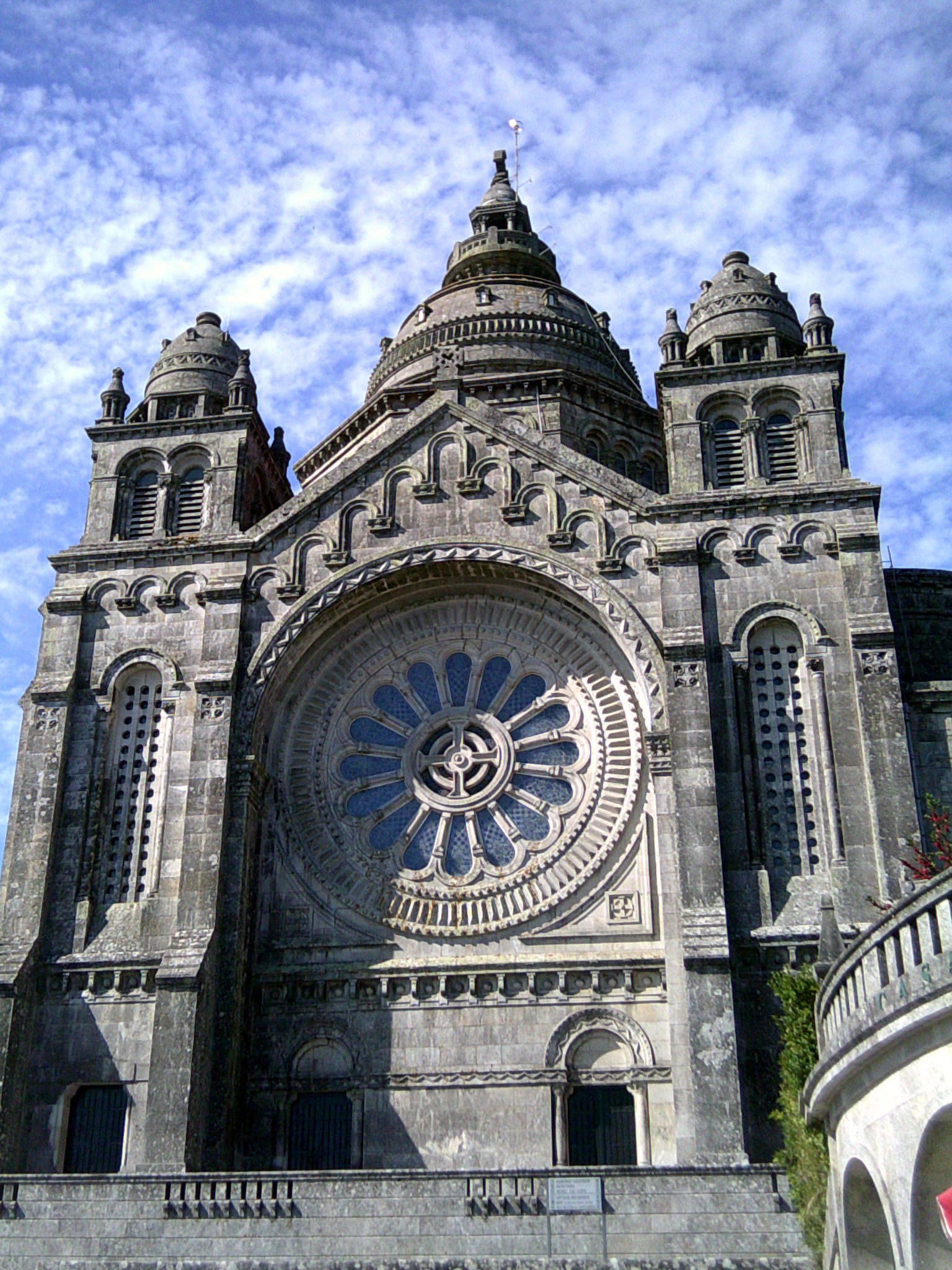
Rosácea
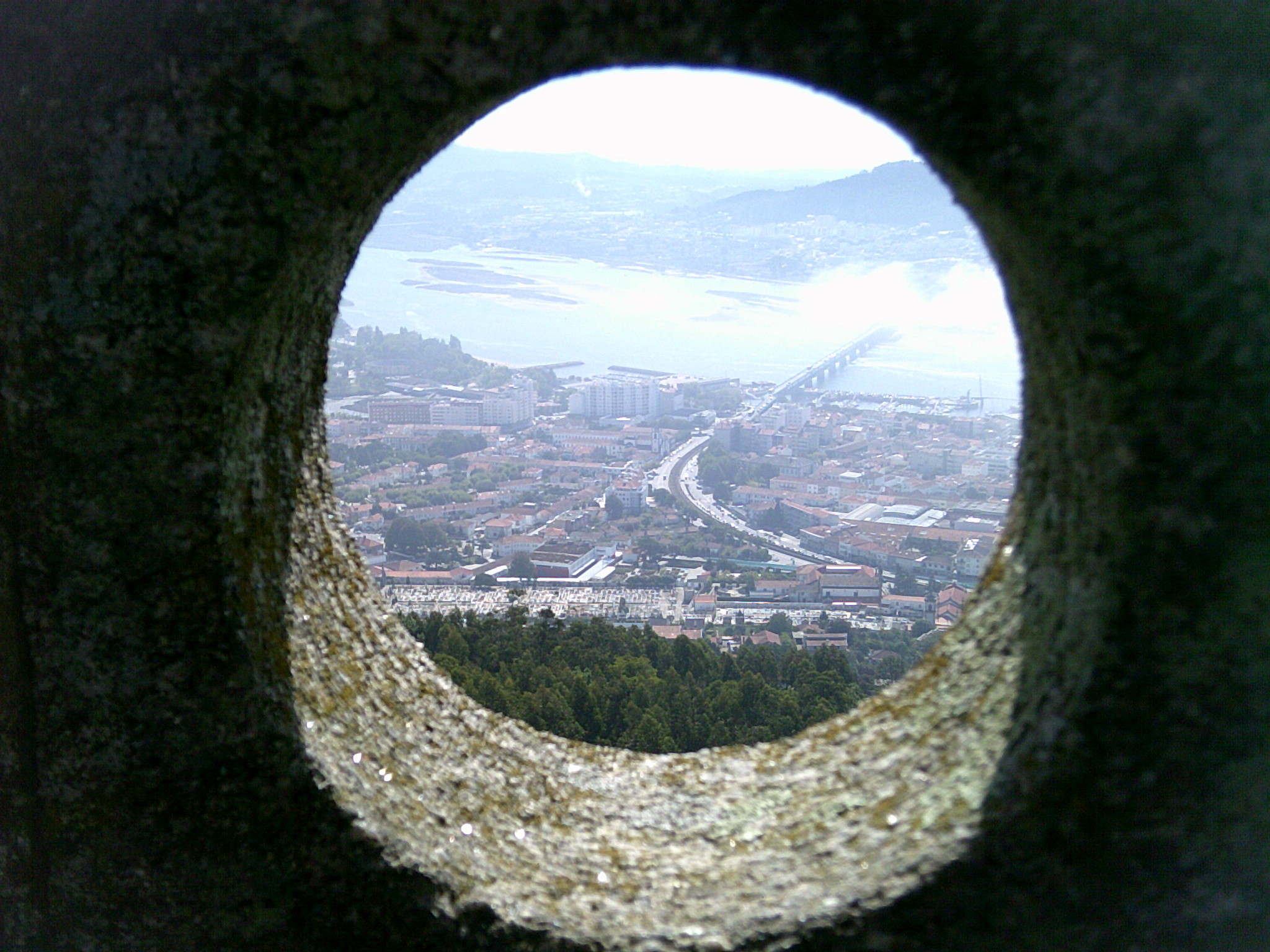
Vista sobre o rio Lima
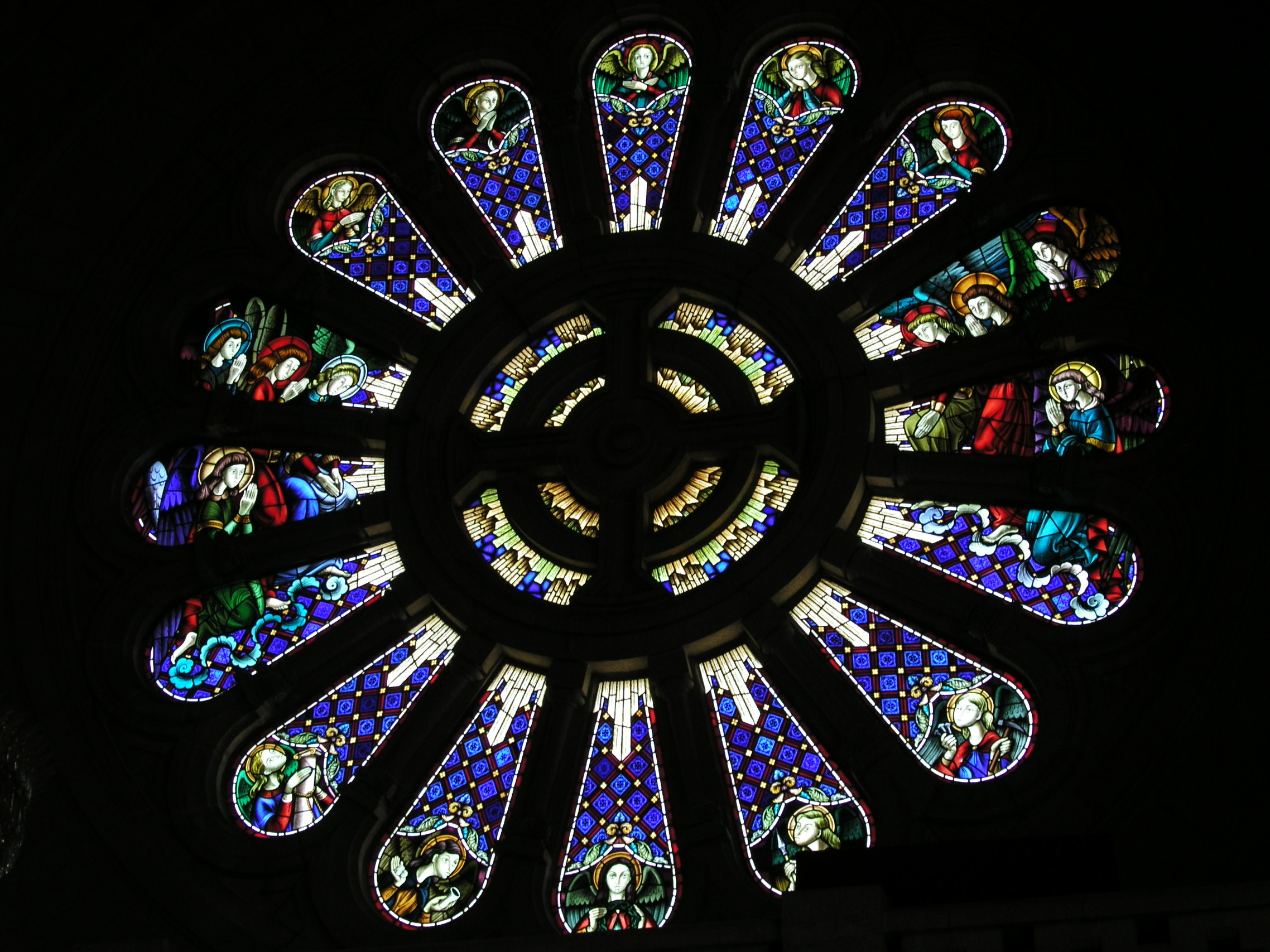
Interior, roseta
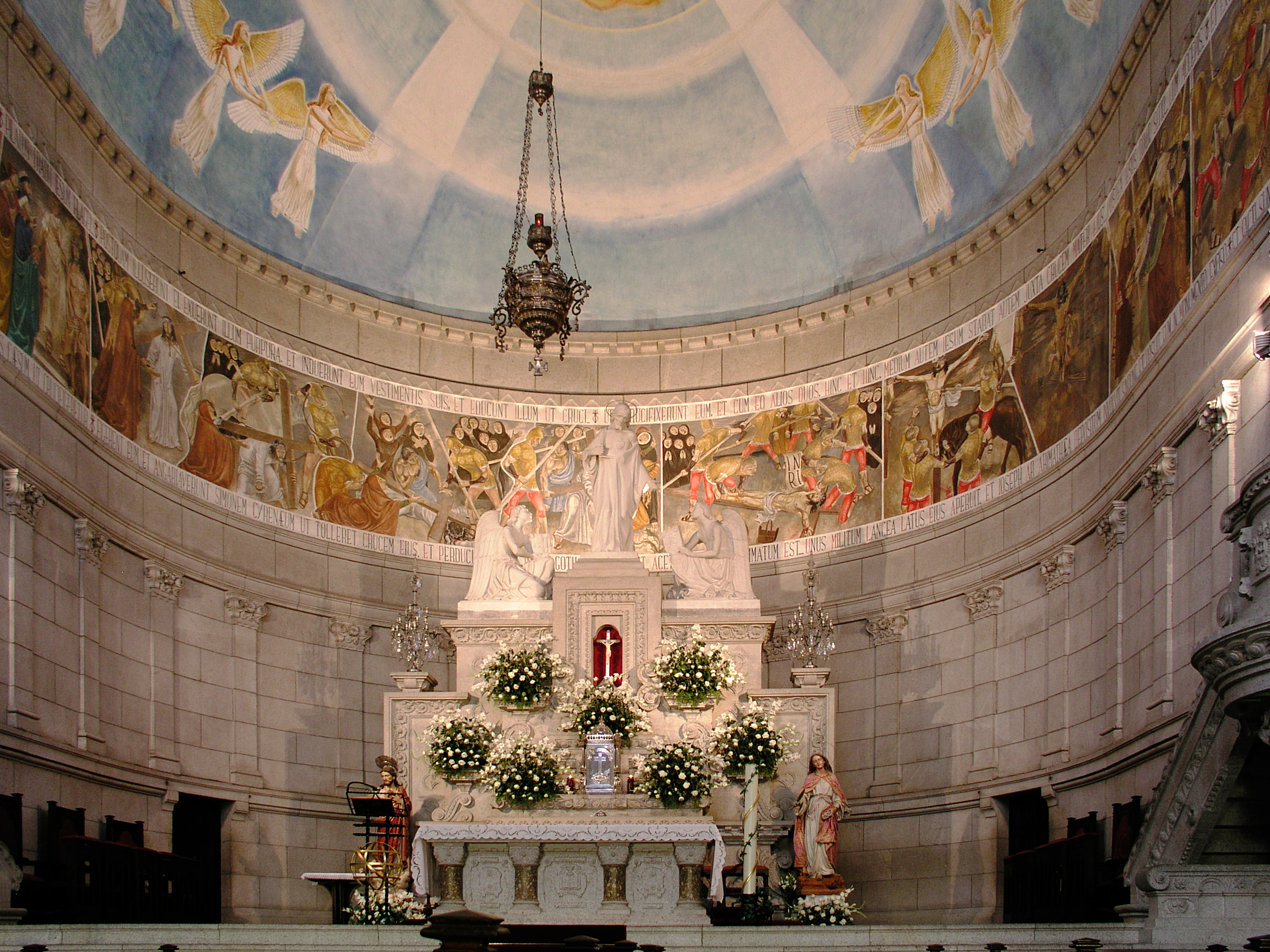
Interior, altar
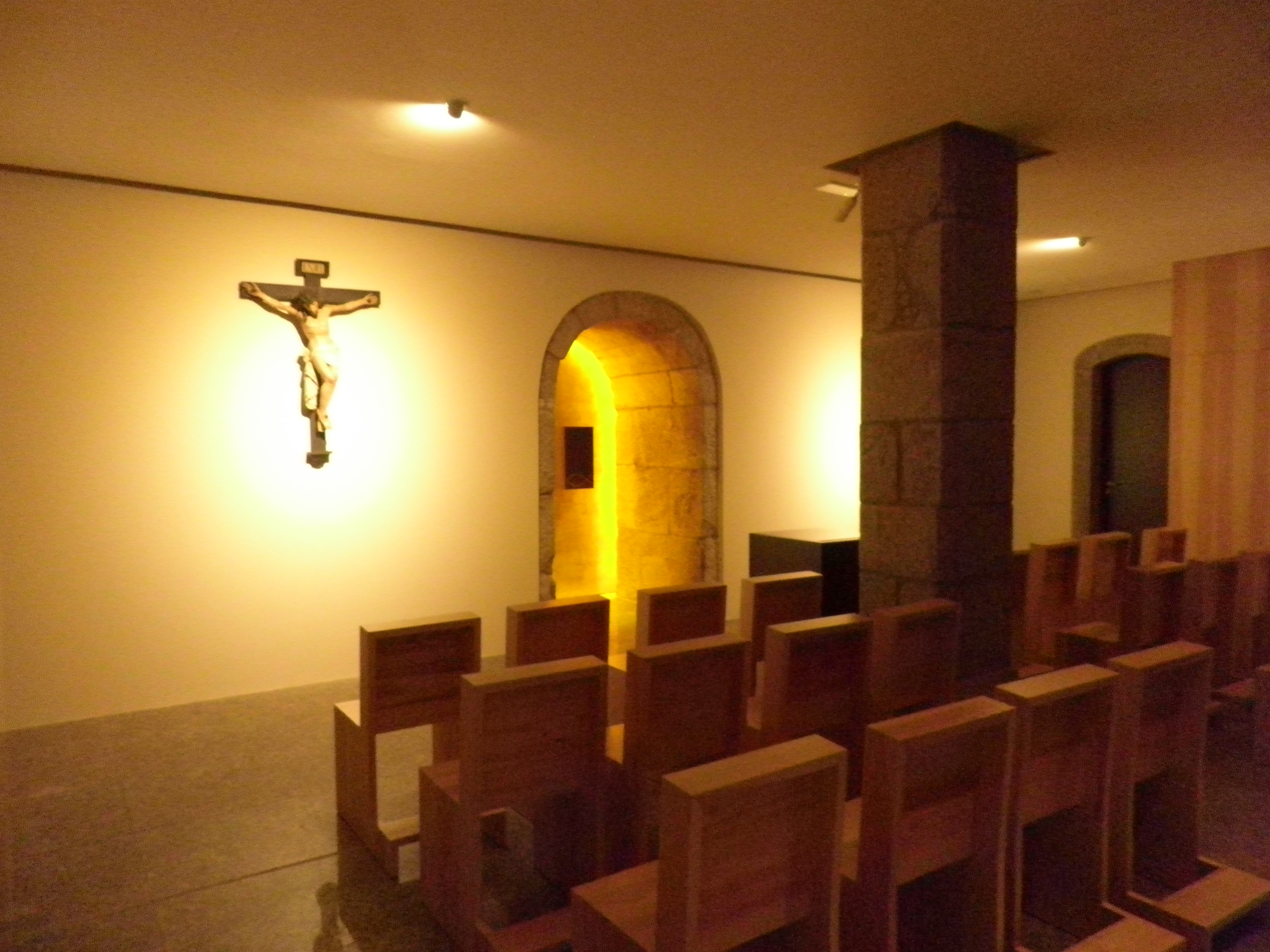
Interior, Capela de Adoração e Reconciliação